# Lista dos deputados federais de Santa Catarina - 43ª legislatura (1967 — 1971)
Lista dos deputados federais de Santa Catarina - 43ª legislatura (1967 — 1971).
| Nº | Deputado                    | Partido                                |
| -- | --------------------------- | -------------------------------------- |
| 1  | Lígia Doutel de Andrade     | Movimento Democrático Brasileiro (MDB) |
| 2  | Paulo Macarini              | Movimento Democrático Brasileiro (MDB) |
| 3  | Eugênio Doin Vieira         | Movimento Democrático Brasileiro (MDB) |
| 4  | Genésio Miranda Lins        | Aliança Renovadora Nacional (ARENA)    |
| 5  | Ademar Ghisi                | Aliança Renovadora Nacional (ARENA)    |
| 6  | Aroldo Carneiro de Carvalho | Aliança Renovadora Nacional (ARENA)    |
| 7  | Osmar Cunha                 | Aliança Renovadora Nacional (ARENA)    |
| 8  | Joaquim Fiuza Ramos         | Aliança Renovadora Nacional (ARENA)    |
| 9  | Albino Zeni                 | Aliança Renovadora Nacional (ARENA)    |
| 10 | Lauro Carneiro de Loyola    | Aliança Renovadora Nacional (ARENA)    |
| 11 | Romano Massignan            | Aliança Renovadora Nacional (ARENA)    |
| 12 | Osni de Medeiros Régis      | Aliança Renovadora Nacional (ARENA)    |
| 13 | Lenoir Vargas Ferreira      | Aliança Renovadora Nacional (ARENA)    |
| 14 | Osmar Dutra                 | Aliança Renovadora Nacional (ARENA)    |